# Wallenstein (zespół muzyczny)
Wallenstein – niemiecki zespół muzyczny grający rock elektroniczny, reprezentujący jego niemiecką odmianę, zwaną Krautrock, założony w Viersen, Nadrenia Północna-Westfalia, później działający w Mönchengladbach. Zespół działał w latach 1971–1982.

## Historia
Zespół Wallenstein został założony latem 1971 (początkowo pod nazwą Blitzkrieg) przez studenta Akademii Sztuk Pięknych w Düsseldorfie, Jürgena Dollase pochodzącego z Viersen. Jürgen Dollase zgłębiał tajniki muzyki poważnej grając na fortepianie i kontrabasie; grał ponadto w zespołach skiffle’owych oraz jazzowych. Skład zespołu tworzył się etapami: najpierw dołączyli do Dollase: biznesmen i przyszły menedżer grupy, Peter Gielen z Mönchengladbach-Hehnerholt i Corrado Faccioni, włoski buddysta i poprzedni menedżer koncertowy Dollase. Następni muzycy zostali pospiesznie dokooptowani z innych zespołów. Gitarzystą solowym został Wolfgang „Ginger” Steinicke z Erkelenz, później znany jako astronom; zastąpiony wkrótce przez Amerykanina Williama (Billa) Josepha Barone z Filadelfii (studiowanie fizyki, astrofizyki i matematyki okazało się dla Wolfganga Steinicke ważniejsze od muzyki). Jürgen Dollase pozyskał też do zespołu perkusistę Haralda Grosskopfa z Hildesheim oraz Holendra Gerrita (Jerry) Berkersa (obecnie nieżyjącego) z Brunssum.
Ponieważ okazało się, że nazwa Blitzkrieg była już używana przez pewien angielski zespół, a poza tym źle się kojarzyła w Niemczech (niem. Blitzkrieg oznacza wojnę błyskawiczną), zespół zmienił ją w 1972 na nazwisko wodza z wojny trzydziestoletniej, Wallensteina.
Nieco wcześniej, między wrześniem a grudniem 1971 zespół zarejestrował materiał na swoją debiutancką płytę. Nagrań dokonano w studiu Dietera Dierksa w Stommeln koło Kolonii. Wydawnictwo zatytułowane po prostu Blitzkrieg ujrzało światło dzienne w 1972; w tym samym roku inna wytwórnia, Pilz, wydała drugi album zespołu – Mother Universe.
W 1978 zmianom stylu muzycznego grupy towarzyszyły roszady personalne; Dollase wymienił wszystkich członków. Niewiele to pomogło. Jedynym jasnym punktem w karierze grupy był dobrze sprzedający się singiel Don't Let It Be (z albumu Blue Eyed Boys).
W okresie od marca do czerwca 1981 zespół odbył swe ostatnie tournée, a w 1982 uległ ostatecznemu rozwiązaniu.

## Dyskografia
- 1972 Blitzkrieg
- 1972 Mother Universe
- 1973 Cosmic Century
- 1975 Stories, Songs & Symphonies
- 1977 No More Love
- 1978 Charline
- 1979 Blue Eyed Boys
- 1980 Fräuleins
- 1981 SSSSS…TOP